# Alexander Steel
Alexander Steel, també conegut com a Alex Steel i Sandy Steel, (Newmilns, 25 de juliol de 1886 - cap el 1954) fou un futbolista escocès de les dècades de 1900 i 1910.
Fou jugador de l'Ayr FC, Manchester City, Tottenham Hotspur FC, Kilmarnock FC, Southend United i Gillingham FC. Amb el Manchester City jugà de defensa entre 1906 i 1908. Amb el Tottenham Hotspur FC disputà un partit l'any 1910. Amb el Gillingham FC jugà la temporada 1919-20 com a defensa.
Jugà amb el FC Barcelona entre el 1911 i el 1913 com a davanter. Esdevingué un gran golejador, amb 56 gols marcats en 43 partits. Participà en la victòria a dues edicions de la Copa dels Pirineus els anys 1912 i 1913.